# Luc Bertrand (financier)
Pour les articles homonymes, voir Luc Bertrand et Bertrand.
Luc Bertrand est un directeur financier québécois. Il est l'ancien président-directeur général de la Bourse de Montréal et chef adjoint du Groupe TMX dont elle fait partie.
Luc Bertrand a fait son entrée au conseil d'administration de la Bourse de Montréal en 1992. Il en devint vice-président en 1996, puis président en 1998. Il fait partie du comité exécutif depuis 1994.
Il est vice-président du conseil d'administration de la Boston Options Exchange, et siège à celui de la Corporation canadienne de compensation de produits dérivés, du Centre financier international de Montréal et du Conseil consultatif de l'industrie des valeurs mobilières.
Sous sa direction, la Bourse de Montréal fusionne en décembre 2007 avec celle de Toronto, et elles forment le Groupe TMX en mai 2008.
En mars 2009, il annonce son départ comme PDG de la Bourse de Montréal pour le 30 juin. Son nom circule rapidement comme successeur d'Henri-Paul Rousseau à la tête de la Caisse de dépôt et placement du Québec, mais c'est finalement à Michael Sabia que le poste revient.
En 2011, il est nommé vice-président du conseil d'administration de la Banque nationale du Canada.
En 2023 il esp pressenti comme Président du conseil du groupe TMX. 